# Caraúbas do Piauí
Caraúbas do Piauí este un oraș în Piauí (PI), Brazilia.
Karaubas do Piaui (Porta Caraúbas do Piauí) - municipiu din Brazilia, parte a statului Piauí. Face parte din microregiunea economico-statistică Litoral-Piauisini. Populația este de 5 525 de persoane pentru anul 2010. Are o suprafață de 471.453 km². Densitatea populației este de 11,72 persoane / km².